# Bruno Conti
Bruno Conti (Nettuno, Roma, 13 de marzo de 1955) es un exjugador de fútbol y actual entrenador de fútbol italiano. Conti jugó como titular por la Selección nacional de fútbol de Italia que ganó la Copa Mundial de Fútbol de 1982, siendo uno de los mejores jugadores de ese torneo.

## Características
Conti era un jugador de banda, menudo, rápido y habilidoso. Zurdo que le gustaba jugar mucho por la derecha y cruzar diagonales con o sin pelota para salir del regate con la posibilidad de golpear el balón para tirar o pasar con su pierna buena. Entendía muy bien el juego y gracias a ello, solía elegir siempre la mejor opción en cada jugada. Le gustaba adornarse con recortes, amagos, regates y quiebres de cintura, dejando rendido a su marcador, hasta encontrar un ángulo para el pase o el tiro a puerta. Por una banda o por otra, indistintamente, solía ser un dolor de cabeza para el lateral rival.
Su otra gran virtud era su disparo: potente, seco y de rápida mecánica. Cuando el balón caía dentro del área en sus pies casi no había margen de reacción para el defensor y todo quedaba en manos de su atino o de la pericia del portero.

## Biografía

### Carrera en la Roma
Nacido en una localidad llamada Nettuno, en la provincia de Roma, Bruno Conti desarrolló casi la totalidad de su carrera deportiva en un único club, la AS Roma, operaba como centrocampista, era extremadamente rápido y un gran pasador, además de ser muy hábil a la hora de driblar.
Conti debutó con la Roma en el año 1973, donde jugaría hasta el año 1991. En sus primeros años en el club giallorossa, Conti alternó la titularidad con la suplencia, lo que llevó a que fuera cedido al Genoa CFC para la temporada 1975-76, tras un regreso de Conti a la Roma donde estuvo dos temporadas, fue cedido nuevamente al Genoa para la temporada 1978-79, esta sería su última salida de la Roma en toda su carrera deportiva.
Conti ganaría el Scudetto en 1983 y la Copa de Italia en 4 ocasiones. En 1984, lideró a la Roma rumbo a la final de la Copa de Europa donde serían derrotados por el Liverpool FC en los penalties. En 1991, Conti decidió retirarse del fútbol, en su último partido, sería ovacionado por los 80.000 espectadores que abarrotaban el Stadio Olímpico de Roma.

### Carrera en la selección
Conti debutó en la selección de fútbol de Italia en el año 1980 de la mano del entrenador Enzo Bearzot. Conti participaría en el Mundial 1982 donde Italia fue la campeona con un Conti liderando el centro del campo azzurro. Su participación como jugador de la selección italiana es la que le dio más prestigio en su carrera. Jugó, fue protagonista y ganó este mundial, jugando partidos memorables principalmente frente a Argentina, Brasil, Polonia y Alemania, donde mostró todas sus habilidades, y anotó un gol frente a Perú en primera fase. Pero no tuvo tanta suerte en su segundo Mundial 1986, donde Italia quedó eliminada en octavos de final.

### Carrera como directivo y entrenador
Tras su retirada como futbolista, Conti siguió ligado a la Roma como director deportivo del club, en la temporada 2004-05, con la marcha del entrenador Luigi Delneri, Conti asumió el cargo de entrenador, llevando a la Roma a la final de la Copa de Italia y clasificándola para la Copa de la UEFA, tras esa temporada, Conti volvió a su antiguo puesto.

## Trayectoria
| Equipo             | Temporadas | Partidos | Goles |
| ------------------ | ---------- | -------- | ----- |
| AS Roma            | 1973-1975  | 4        | 0     |
| Génova             | 1975-1976  | 36       | 3     |
| AS Roma            | 1976-1978  | 46       | 4     |
| Génova             | 1978-1979  | 32       | 1     |
| AS Roma            | 1979-1991  | 254      | 33    |
| Selección Italiana | 1980-1986  | 46       | 5     |
| TOTAL              | 1973-1991  | 418      | 46    |

### Participaciones en Copas del Mundo
| Mundial                        | Sede   | Resultado        | Partidos | Goles |
| ------------------------------ | ------ | ---------------- | -------- | ----- |
| Copa Mundial de Fútbol de 1982 | España | Campeón          | 7        | 1     |
| Copa Mundial de Fútbol de 1986 | México | Octavos de final | 4        | 0     |

## Palmarés

### Campeonatos nacionales
| Título         | Club    | País   | Año     |
| -------------- | ------- | ------ | ------- |
| Copa de Italia | AS Roma | Italia | 1979-80 |
| Copa de Italia | AS Roma | Italia | 1980-81 |
| Serie A        | AS Roma | Italia | 1982-83 |
| Copa de Italia | AS Roma | Italia | 1983-84 |
| Copa de Italia | AS Roma | Italia | 1985-86 |
| Copa de Italia | AS Roma | Italia | 1990-91 |

### Copas internacionales
| Título                  | Equipo (*)         | País   | Año  |
| ----------------------- | ------------------ | ------ | ---- |
| Copa Mundial de la FIFA | Selección Italiana | España | 1982 |